# 木太町駅
木太町駅（きたちょうえき）は、香川県高松市木太町にある四国旅客鉄道（JR四国）高徳線の駅である。駅番号はT24。

## 歴史
- 1986年（昭和61年）11月1日：日本国有鉄道高徳本線の駅として開業[1][2][4]。無人駅[3]。
- 1987年（昭和62年）4月1日：国鉄分割民営化によりJR四国の駅となる[5]。
- 1995年（平成7年）3月20日：自動券売機を設置[6]。

## 駅構造
単式ホーム1面1線を有する地上駅。駅舎およびトイレは設置されていない。
開業当初ホームは2両編成の列車しか止まれない長さで、現在は設定がないものの、普通列車の一部は当駅を通過していた。ホームは1996年までに4両編成の長さに延長されている。
無人駅である。
2020年3月14日から高松駅 - 屋島駅間にICOCAなどの交通系ICカードが導入されたが、当駅は導入対象外であるためICOCAなどの交通系ICカードは使用できない。

## 利用状況
1日平均の乗車人員は以下の通り。
| 乗車人員推移 | 乗車人員推移 |
| 年度         | 1日平均人数  |
| ------------ | ------------ |
| 2008         | 316          |
| 2009         | 300          |
| 2010         | 286          |
| 2011         | 309          |
| 2012         | 308          |
| 2013         | 323          |
| 2014         | 327          |

## 駅周辺
- 高松市立木太北部幼稚園
- 高松市立木太北部小学校
- 高松大学
- 高松短期大学
- 認定こども園みらい学園
- マルヨシセンター木太店
- 新開神社（住吉神社）
- 新開水神社
- 宝蔵院渡し跡
- 増田三代の墓[10]
- 香川県道155号牟礼中新線
- ことでんバス「木太町」停留所

## 隣の駅
四国旅客鉄道（JR四国）
■高徳線
■普通
栗林駅 (T25) - 木太町駅 (T24) - 屋島駅 (T23)